# Pierre Janssen (astronoom)

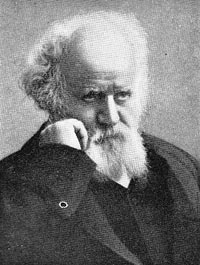
Pierre Janssen

Pierre Jules César Janssen (Parijs, 22 februari 1824 – Meudon, 23 december 1907), meestal Jules Janssen genoemd, was een Frans astronoom die bekendheid kreeg als ontdekker van helium door het gebruik van spectroscopie.

## Leven en werk
Janssen werd geboren in Parijs en studeerde wiskunde en natuurkunde. Hij doceerde aan het lycée Charlemagne in Parijs in 1853 en aan de academie van bouwkunst, ook in Parijs, van 1865 to 1871, maar hij spande zich voornamelijk in voor verschillende wetenschappelijke expedities. In 1857 ging hij naar Peru om de magnetische evenaar te bepalen. In 1861, 1862 en 1864 bestudeerde hij in Italië en Zwitserland aardse absorptie in het zonnespectrum. In 1876 deed hij optische en magnetische experimenten op de Azoren. Hij nam met succes beide Venusovergangen waar, die van 1874 in Japan en die van 1882 bij Oran in Algerije. Hij nam ook deel aan een lange rij zonsverduisteringsexpedities, bijvoorbeeld naar Trani (1867), Guntur (1868), Algiers (1870), Siam (1875), de Caroline-eilanden (1883) en naar Alcosebre in Spanje (1905). Om de verduistering van 1870 te kunnen zien ontsnapte hij in een ballon uit het toen belegerde Parijs. Die verduistering werd overigens door wolken verhuld.

## Ontdekking van helium
In 1868 ontdekte Janssen hoe protuberansen kunnen worden waargenomen zonder een zonsverduistering. Op 18 augustus van dat jaar viel hem bij het waarnemen van een zonsverduistering in Guntur (Andhra Pradesh, India) een heldergele lijn op met een golflengte van 587,49 nm in het spectrum van de chromosfeer van de zon. Dit was de eerste waarneming van deze spectraallijn en een mogelijke bron ervan was een element dat nog niet op aarde was ontdekt. Janssen werd er eerst om uitgelachen, omdat er nog nooit een scheikundig element in de ruimte was ontdekt voor het op aarde gevonden was.
Op 20 oktober van hetzelfde jaar nam Sir Joseph Norman Lockyer dezelfde gele lijn in het zonnespectrum waar en concludeerde dat die werd veroorzaakt door een onbekend element, nadat hij zonder succes onderzocht had of het een nieuw soort waterstof was.  Lockyer en de Engelse scheikundige Edward Frankland noemden het element naar het Griekse woord voor de zonnegod, ἥλιος (helios) "helium".

## Observatoria
Tijdens de grote Indiase zonsverduistering van 1868 in Guntur toonde Janssen ook de gasvormige aard van de rode protuberansen aan en bedacht een methode om ze in gewoon daglicht waar te nemen. Een belangrijk doel van zijn spectroscopische onderzoeken was een antwoord te vinden op de vraag of de zon al dan niet zuurstof bevat. Een onmisbare voorwaarde daarvoor was het vrijwel uitsluiten van zuurstofabsorptie in de aardatmosfeer. De voordelen van de verminderde dikte van de lucht waardoor een sterrenwacht moet waarnemen zetten hem aan tot zijn onverschrokken project om een observatorium op de top van de Mont Blanc te vestigen. Deze sterrenwacht, waarvan de fundamenten vastzaten in de 10 meter dikke sneeuwlaag op de top, werd in september 1893 gebouwd en Janssen volvoerde de klim, ondanks zijn 69-jarige leeftijd, en bracht vier dagen door met waarnemen.
In 1875 werd Janssen door de Franse regering benoemd tot directeur van het nieuwe astrofysische observatorium bij Meudon. Hij zette daar in 1876 de opvallende rij zonnefoto's in gang, die verzameld werden in zijn grote Atlas de photographies solaires (1904). Het eerste deel van de Annales de l'observatoire de Meudon werd door hem in 1896 uitgegeven.

## Dood, eerbewijzen en nalatenschap
Janssen stierf in Meudon en ligt begraven op Père Lachaise in Parijs. Bij leven ontving hij het Legioen van Eer en werd hij overzees lid van de Royal Society. Kraters op Mars en op de maan zijn naar hem genoemd.

## Externe links

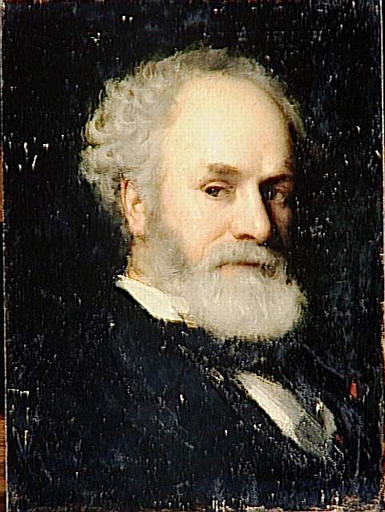
Portret door Jean-Jacques Henner